# Хохлаткіна Олена Анатоліївна
Олена Анатоліївна Хохлаткіна (нар. 28 січня 1968, Херсон) — українська та радянська актриса кіно та театру, народна артистка України (2008).

## Життєпис
Олена Хохлаткіна народилася у 1968 році на Херсонщині. Після школи навчалась у Херсонському культурно-просвітницькому училищі (майстерня О. А. Каганова), яке закінчила у 1989 році.

## Творчість
Творчу діяльність Олена Хохлаткіна розпочала на сцені Херсонського обласного українського музично-драматичного театру (нині — Херсонський обласний академічний музично-драматичний театр імені Миколи Куліша. Працюючи у 1996 році тут отримала звання Заслужена артистка України. Згодом, деякий час працювала в Російському драматичному театрі республіки Адигея (Майкоп).
У 2000 році була запрошена до складу трупи Донецького обласного академічного українського музично-драматичного театру. У 2008 році стала Народною артисткою України. У 2015 році Олена Хохлаткіна переїхала до Києва і стала актрисою Національного академічного драматичного театру імені Івана Франка.
|  | ...коли ти міняєш місце роботи, то кожного разу треба починати спочатку. І звання — те, що тобі дали десь — сприймається авансом. Так, народна, так, від тебе очікують якості, але ти повинен доводити, що гідний цього звання. Я маю надію, що в мене це виходить (Олена Хохлаткіна про своє служіння у Національному академічному драматичному театрі імені Івана Франка |

Після цього з 2016 року почала активно зніматись в українських телесеріалах.

### Ролі у театрі
- Мадам Грицацуєва — «Діамантовий дим» за І. Ільфом і Є. Петровим
- Гандзя — «Енеїда» за Іваном Котляревським
- Двойра — «Захід» за І. Бабелем
- Флавія Брент, Белінда Блайар — «Туди-сюди чотири рази (шум за сценою)» М. Фрейна
- Мадам Вальтер — «Милий друг» за Гі де Мопассаном
- Проня Прокопівна — «За двома зайцями» за Михайлом Старицьким
- Вязопуриха, Матьє, Марі — «Історія коня» М. Розовського за Левом Толстим
- Огюстін — «Вісім люблячих жінок» Р. Тома
- Ганна — «Кавказька рулетка» Віктора Мережка
- Марія — «Дванадцята ніч, або Що завгодно» Вільяма Шекспіра
- Крихітка Сью — «В джазі тільки дівчата» О. Аркадіна-Школьника
- Юлія Льоверетт — «Скандал у Гранд-Опера, або Знайдіть тенора» К. Людвіга
- Берта — «Боїнг-Боїнг» М. Камолетті
- Хівря — «Сорочинський ярмарок» за Миколою Гоголем.

Національний академічний драматичний театр імені Івана Франка
- Клавдія Іванівна — Великі комбінатори
- Грицацуєва — Великі комбінатори
- Домісоль — Джельсоміно в країні брехунів
- Памела — Дорога Памела
- Уліта — Ліс
- Алійде Труу — Очищення
- Матільда Штосс — Три товариші
- Озе — Пер Гюнт
- Мати Крума — Крум
- Відьма Зубиха — Конотопська відьма
- Гелікон — Калігула

### Ролі у кіно
- 2025 — Песики — Галя
- 2024 — Конотопська відьма — Євдокія
- 2022 — Памфір — мати Леоніда
- 2021 — Я працюю на цвинтарі — Мати-замовниця
- 2020 — Найгірша подруга — Антоніна
- 2020 — Доктор Віра
- 2019 — Сонячний листопад — Наталія
- 2019 — З вовками жити (у виробництві) — Тамара
- 2019 — Подорожник (у виробництві) — Валя
- 2019 — Ялинка на мільйон (у виробництві)
- 2019 — Таємна любов — нянечка в тюрмі
- 2019 — Кріпосна — Лопушинська
- 2018 — У минулого в боргу! — директорка дитячого будинку
- 2018 — Найкращий чоловік — Віра, домробітниця
- 2018 — Принцеса Жаба — епізод
- 2018 — Опер за викликом — господарка (у 7-й серії «Скелети у шафі, частина перша» та у 8-й серії «Скелети у шафі, частина друга»
- 2018 — Новорічний ангел — Никифорова, лікар
- 2018 — Ніщо не трапляється двічі — костюмер
- 2018 — На самій межі — Людмила
- 2018 — Кохання під мікроскопом — Клава
- 2018 — Хто ти? — Клава
- 2018 — Жити заради кохання — санітарка
- 2018 — Вище тільки кохання — Кимівна
- 2018 — Поверни моє життя — Ніна
- 2017 — Пташка співоча — Любов Матвіївна, сусідка
- 2017 — Пес-3 — Клавдія Жидких, мати Єгора (у 7-й серії «Месник»
- 2017 — Ноти кохання — епізод
- 2017 — Жіночий лікар-3 — Світлана Степанівна, акушерка
- 2017 — Одружити не можна помилувати — Катерина Станіславівна, консьєржка
- 2017 — Дівчина з персиками — Валентина, сусідка
- 2017 — Біжи, не оглядайся! — Лариса, комендант гуртожитку
- 2016 — Підкидьки
- 2016 — Забута жінка — епізод
- 1989 — Молода людина з хорошої сім'ї — епізод (3-тя серія)

## Громадянська позиція
Олена Хохлаткіна не підтримує ідеологію самопроголошеної ДНР, тому у 2014 році покинула місто Донецьк в якому прожила 15 років та разом з родиною переїхала до столиці України. 

## Родина
- Чоловік — Віктор Жданов — Заслужений артист України;
- Донька — Оксана Жданова[6], актриса Київський національний театр імені Івана Франка

## Звання
- Заслужений артист України (21.12.1996)[7]
- Народний артист України (28.02.2008)

## Нагороди та номінації
| Нагорода                              | Рік  | Категорія                                     | Робота        | Результат |
| ------------------------------------- | ---- | --------------------------------------------- | ------------- | --------- |
| Національна кінопремії «Золота дзиґа» | 2023 | Найкраща жіноча роль другого плану            | Памфір        | Перемога  |
| Київська пектораль                    | 2016 | Найкраще виконання жіночої ролі другого плану | Ліс           | Перемога  |
| Київська пектораль                    | 2019 | Найкраще виконання жіночої ролі               | Дорога Памела | Перемога  |